# Nation of Domination
La Nation of Domination è stata una stable di wrestling attiva nella World Wrestling Federation.

## Storia
Nel 1996, Faarooq, assoldato un nuovo manager, Clarence Mason, diede vita ad una stable. La Nation of Domination fu un gruppo di wrestler organizzati sulla falsariga della Nation of Islam e delle Pantere Nere, anche se i membri che ne facevano parte non erano esclusivamente di colore. Il gruppo si scontrò principalmente contro Ahmed Johnson, già vecchio rivale di Faarooq (fu anch'esso, comunque, membro della Nation, anche se per breve tempo, dopo aver "tradito" il WWF Champion The Undertaker, durante un tag team match che li vedeva contrapposti a Faarooq e Kama). I due si affrontarono nel gennaio 1997, alla Royal Rumble, dove Johnson vinse per squalifica, e a WrestleMania 13, dove l'intera Nation fu sconfitta da Johnson e dai Legion of Doom in uno street fight match.
Il gruppo rimase unito fino a quando Faarooq non si arrabbiò con loro, imputandogli di avergli fatto perdere l'occasione di vincere il WWF Championship contro The Undertaker a King of the Ring 1997. Dopo che Farooq espulse Crush e Savio Vega, Crush e Vega formarono a loro volta delle proprie fazioni, conosciute rispettivamente come Disciples of Apocalypse e Los Boricuas, che si scontrarono tra loro per tutto il 1997. All'inizio del 1998, la leadership di Faarooq venne usurpata da The Rock e i due, quindi, iniziarono una faida: a Unforgiven: In Your House, Faarooq, Ken Shamrock e Steve Blackman sconfissero The Rock, D-Lo Brown e Mark Henry. Il mese successivo, a Over the Edge: In Your House, Farooq affrontò The Rock in un match singolo per l'Intercontinental Championship, ma venne sconfitto. Nel frattempo, la Nation of Domination si era alleata con Owen Hart, che era in conflitto con la D-Generation X guidata da Triple H e Shawn Michaels.
Nacque, così, una rivalità che vide The Rock aiutare Brown a vincere l'European Championship contro Triple H. A quel punto, nella faida, entrò in ballo l'Intercontinental Championship detenuto da The Rock: l'epilogo si ebbe a SummerSlam, dove The Rock perse il titolo contro Triple H in un ladder match. Dopo la faida con la D-X, il pubblico, soprattutto grazie ai suoi segmenti al microfono, sostenne The Rock a gran voce, il quale, a Breakdown: In Your House, divenne il primo sfidante per il WWF Championship.
A Judgment Day: In Your House, si consumò l'atto finale della Nation, con Mark Henry che sconfisse The Rock grazie all'aiuto di D-Lo Brown.